# 菲尔绍森
菲尔绍森（法語：Furchhausen，发音：[fyʁʃauzən] 或 [fuʁçauzən]）是法国下莱茵省的一个市镇，属于萨韦尔讷区和萨韦尔讷县（Saverne）。该市镇总面积2.86平方公里，2009年时的人口为384人。

## 人口
菲尔绍森人口变化統計圖：